# HD 154345
HD 154345 är en ensam stjärna i den norra delen av stjärnbilden Herkules. Den har enskenbar magnitud av ca 6,76 och kräver åtminstone en handkikare för att kunna observeras. Baserat på parallax enligt Gaia Data Release 2 på ca 54,7 mas, beräknas den befinna sig på ett avstånd på ca 60 ljusår (ca 18,3 parsek) från solen. Den rör sig närmare solen med en heliocentrisk radialhastighet på ca -47 km/s.

## Egenskaper
HD 154345 är en gul till vit stjärna i huvudserien av spektralklass G8 V. Den har en massa som är ca 0,9 solmassor, en radie som är ca 0,85 solradier och har ca 0,62 gånger solens utstrålning av energi från dess fotosfär vid en effektiv temperatur av ca 5 600 K.
Stjärnans magnetiska aktivitetscykel är märkligt korrelerad med variationer i stjärnans radiella rotationshastighet som orsakas av dess planetariska följeslagare. Det är omkring fyra miljard år gammal och har en rotationsperiod av 28 dygn.

## Planetsystem
År 2006 observerades genom mätning av radiell hastighet en exoplanet med en vid omloppsbana och publicerades i maj 2007 med beteckningen HD 154345 b.
De fullständiga observationerna av dess nioåriga omloppsbana utesluter alla inre planeter med minsta massa (m sin i) större än 0,3 Jupiter.  Stjärnan roterar med en lutning av 50+40
−26 grader i förhållande till siktlinjen från jorden.  Det är troligt att planetens banplan delar den lutningen. Den har kallats en "Jupitertvilling".
Stjärnans beboeliga zon sträcker sig från 0,64 AE ut till 1,26 AE och är smalare än solens. Den bildar en stabil region där en exoplanet med jordmassa kan kretsa runt.
Förekomsten av HD-154345 b har länge varit ifrågasatt, men 2021 bekräftades dess planetariska status.
| Planet | Massa            | Halv storaxel (AE) | Siderisk omloppstid (år) | Excentricitet | Inklination | Radie |
| ------ | ---------------- | ------------------ | ------------------------ | ------------- | ----------- | ----- |
| b      | ≥ 1,2+1,3−0,4 MJ | 4,19± 0,26         | 9,15 ± 0,26              | 0,044 ± 0,046 | -           | -     |